# Центробериксы
Центробериксы или желтоглазые бериксы (лат. Centroberyx) — род морских лучепёрых рыб из семейства бериксовых. Обитают в Индийском и западной части Тихого океана, с максимальным видовым разнообразием у берегов южной Австралии. Они красноватого цвета и несколько напоминают рыб-солдат (Myripristinae). В зависимости от вида, они имеют максимальную длину от 20 до 66 сантиметров. Обитают на глубине от 10 до 500 метров. Представители этого рода также известны в виде ископаемых мелового периода.

## Виды
В настоящее время в род включаются следующие ныне живущие виды:
- Centroberyx affinis — Желтоглазый берикс, или наннигай
- Centroberyx australis
- Centroberyx druzhinini — Центроберикс Дружинина
- Centroberyx gerrardi — Австралийский красный берикс, или красный австралоберикс
- Centroberyx lineatus — Вилохвостый берикс, или вилохвостый австралоберикс
- Centroberyx rubricaudus
- Centroberyx spinosus — Южноафриканский центроберикс

## Галерея

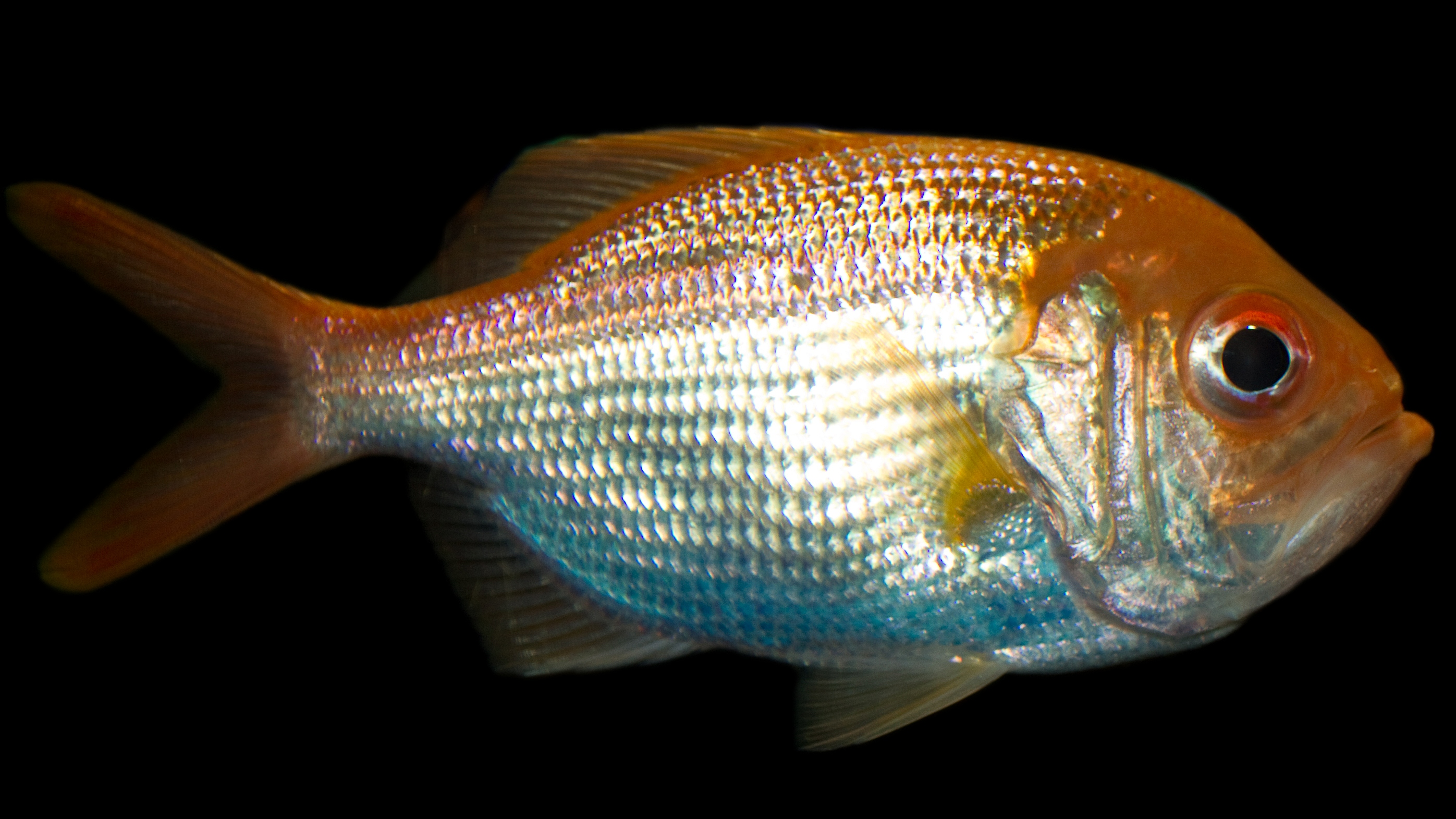
Желтоглазый берикс
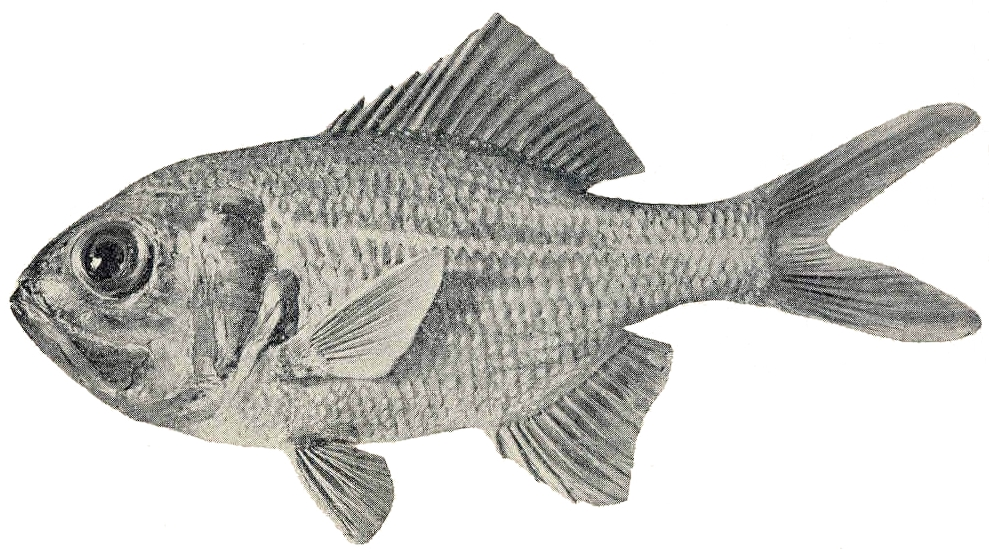
Австралийский красный берикс
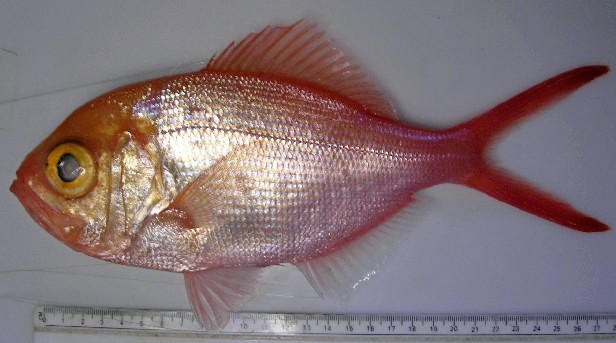
Центроберикс Дружинина